# Livio Corazza
Livio Corazza (ur. 26 listopada 1953 w Pordenone) – włoski duchowny katolicki, biskup Forlì-Bertinoro od 2018.

## Życiorys
Święcenia kapłańskie otrzymał 21 czerwca 1981 i został inkardynowany do diecezji Concordia-Pordenone. Pracował głównie jako duszpasterz parafialny, a w latach 2007–2012 pracował przy krajowym oddziale Caritas. Był także m.in. kierownikiem diecezjalnego oddziału tej organizacji oraz delegatem biskupim ds. duszpasterstwa społecznego.
23 stycznia 2018 papież Franciszek mianował go ordynariuszem diecezji Forlì-Bertinoro. Sakry udzielił mu 17 marca 2018 biskup Giuseppe Pellegrini.